# Preserve Planet
Preserve Planet es una organización no gubernamental de Costa Rica, sin fines de lucro, dedicada a la protección y conservación de la naturaleza. La organización posee influencia en todo el mundo, sin embargo, es mayor en la región mesoamericana. Preserve Planet está afiliada a nivel internacional a la Earth Action Network, a la Unión Internacional para la Conservación de la Naturaleza (UICN), a la Red Internacional de Escritores por La Tierra y a la organización World Animal Protection. En el ámbito nacional, la organización se encuentra afiliada a la asociación Corredor Biológico San Juan La Selva, a la Coalición Costarricense por las Ballenas y a la Asociación Unida por el Rescate de los Animales.

## Misión
La organización posee distintos objetivos enfocados desde la protección de los animales, la conservación de la naturaleza y la promoción de la educación ambiental. Entre sus principales objetivos se encuentran:
- Identificar, denunciar y vigilar temas de importancia que afecten a las especies animales y vegetales en peligro, los ecosistemas y el medio ambiente en general.
- Aumentar la conciencia pública y el conocimiento de los temas del medio ambiente, la paz y el desarme a través de todos los medios de comunicación y programas educativos.
- Desarrollar y llevar a cabo proyectos para ayudar a la protección de las especies animales y vegetales en peligro, los ecosistemas y el medio ambiente en general.
- Velar por el cumplimiento de la legislación nacional e internacional relativa a la defensa del ambiente.
- Fomentar la expansión e integración del movimiento ambientalista en el ámbito nacional y mundial.
- Contribuir con el bienestar del ser humano en armonía con la naturaleza.

Preserve Planet ejerce estos objetivos mediante diversas actividades de acción directa, apoyadas con programas de educación ambiental y en ocasiones, por instituciones de Costa Rica.

## Campañas

### Programa internacional de educación ambiental
La organización maneja una red de afiliados por internet de todo el planeta. Actualmente, más de 65 mil personas se encuentran inscritas a la red global, quienes son informados periódicamente sobre temáticas ambientales. Además, se realizan conferencias, talleres y charlas en comunidades, empresas, escuelas, colegios y universidades en Costa Rica. La organización cuenta con equipo técnico y humano para la realización de estas actividades, y la divulgación se realiza mediante la transmisión de mensajes en diferentes medios como televisión, radio o prensa escrita.

### Calentamiento global y protección del aire
Preserve Planet cuenta con campaña permanente a nivel mesoamericano acerca del calentamiento global, relacionándolo directamente con la contaminación ambiental, el consumo de carne o la utilización de combustibles fósiles. Esta campaña se ha realizado en Costa Rica, especialmente en el Valle Central, y otras naciones centroamericanas.

### Combustibles fósiles
La organización también realiza campañas acerca del uso del petróleo, gases y otros combustibles, y promueve la búsqueda y aplicación de energías limpias, por lo que la organización se opone a proyectos petroleros y mineros.

### Asuntos marinos
Desde 2013, la organización adoptó una campaña fuerte dirigida en contra del consumo de huevos de tortuga, oponiéndose al Proyecto Ostional, al ser un proyecto insostenible y al no contar con una fiscalización eficiente de parte de las autoridades correspondientes, dejando un portillo abierto para la comercialización ilegal.

### Deforestación de la selva tropical
Preserve Planet desarrolla una campaña intensa a nivel local e internacional en contra de la destrucción de las últimas selvas tropicales del planeta.
Aparte de estas campañas, la organización también ha promovido la realización de programas a favor de la reforestación y jardinería, contra el tráfico de especies silvestres, contra la cacería deportiva y el reciclaje de plástico para evitar la contaminación de las playas y océanos. Cabe recalcar que Costa Rica es uno de los pocos países en el mundo en donde la caza de animales es ilegal y donde la deforestación ha sido frenada.